# Noord-Sleen
Noord-Sleen (voorheen: Noordsleen, Drents: Noord-Slien) is een dorp in de Nederlandse provincie Drenthe, gemeente Coevorden.

## Geschiedenis
Noord-Sleen ligt ten noorden van het dorp Sleen, dat vroeger ook wel Zuid-Sleen werd genoemd. Noord-Sleen en Sleen zijn in de vroege middeleeuwen ontstaan door splitsing van een oude nederzetting die ongeveer halverwege de huidige dorpen lag. 'Zuid-Sleen' heeft zich later ontwikkeld tot het hoofddorp van de gemeente Sleen, die op 1 januari 1998 opging in de gemeente Coevorden. Noord-Sleen werd voor het eerst genoemd in 1365 als van Nortslene.
Uit bodemvondsten kon worden afgeleid dat er nabij het huidige Noord-Sleen al in de prehistorie een nederzetting was. Daarvan getuigen ook de hunebedden (D50 en D51) aan de Hunebedweg. In 2015 werden tijdens voorbereidingen voor de bouw van een nieuwe boerderij overblijfselen ontdekt van bewoning uit de laatste bronstijd en begin ijzertijd. Paalgaten van een aantal spiekerboerderijen werden blootgelegd aan de Zweeloërstraat. Dit bevestigde het vermoeden dat er al meer dan 3000 jaar bewoning plaatsvindt in dit gebied.

## Bezienswaardigheden

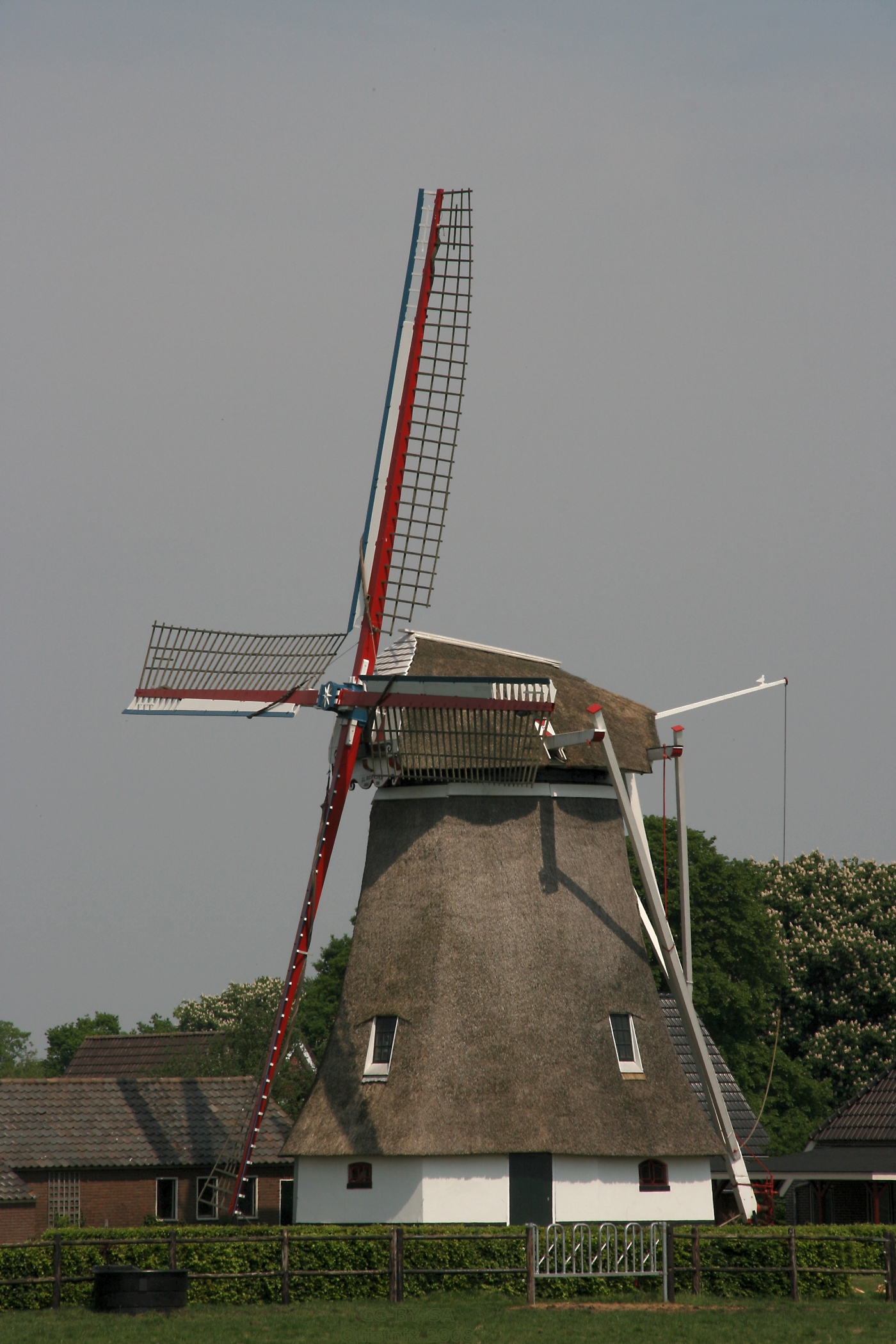
Molen Albertdina

Noord-Sleen is een langgerekt esdorp met nog veel Saksische boerderijen. Bezienswaardig zijn verder de molen Albertdina, een grondzeiler uit 1906.
De marke van Noord-Sleen kenmerkt zich door essen. Hier zijn twee hunebedden te vinden. In het bos ligt het hunebed de Papeloze Kerk, verwijzend naar de hagenpreken die hier tijdens de Reformatie op de heide werden gehouden. Ten noorden van Noord-Sleen ligt de uitgestrekte, 1600 ha grote Boswachterij Sleenerzand (Staatsbosbeheer). Het meest noordelijke punt was de zevenmarkensteen ten noorden van De Kiel. De bossen zijn, zoals de naam al doet vermoeden, aangeplant op een groot heide- en stuifzandgebied. Op enkele kleine heideveldjes na is hier niets meer van over. 
Aan de zuidkant van het bos staat een monument voor de omgekomen bemanningsleden van een Brits vliegtuig dat daar op 14 mei 1943 in het toen nog jonge bos is neergestort. Aan de zuidoostkant van het bos, vlak bij het dorp Noord-Sleen, ligt recreatieplas de Kibbelkoele.

## Voorzieningen
In het dorp zijn een basisschool, een café-restaurant, enkele winkels, een openluchtzwembad en twee minicampings. Noord-Sleen is bereikbaar over de weg via de provinciale wegen N376 en N381.